# اما فراست
اِما گریس فراست (به انگلیسی: Emma Grace Frost) یک شخصیت خیالی در کتاب‌های کمیک آمریکایی منتشر شده توسط مارول کامیکس است که اغلب با مجموعه مردان ایکس در ارتباط است. شخصیت اما فراست توسط نویسنده کریس کلیرمونت و طراح جان بیرن خلق شده است و برای اولین بار، در شمارهٔ ۱۲۹ از مجموعه کمیک مردان-ایکس غیرطبیعی (ژانویه ۱۹۸۰) معرفی شد.
اما فراست که همچنین با نام ملکهٔ سفید نیز شناخته می‌شود، در ابتدا به عنوان یک ابرشرور و دشمن مردان ایکس به‌شمار می‌رفت، تا اینکه به یک ابرقهرمان و یکی از اعضا و رهبران اصلی مردان ایکس تبدیل شد. او عضو یکی از زیرشاخه‌های بشریت با نام جهش‌یافته‌ها به‌شمار می‌رود که با توانایی‌های ابرانسانی شامل دورآگاهی به دنیا آمده است که در ردهٔ دورآگاهان کلاس امگا طبقه‌بندی می‌شود، و همچنین قابلیت کنترل و خواندن ذهن و دگرپیکری به الماس سخت را دارد که در این حالت او دارای نیروی فراطبیعی انسان، استقامت و پایداری بیشتری می‌شود اما این حالت مانع قدرت دورآگاهی او می‌شود. اِما همچنین برای داشتن زیبایی ذاتی، معلمی با تجربه، شوخ‌طبعی هوشمندانه و پوشیدن جامهٔ آشکار شهرت دارد.
به‌طور خاص، او توسط فیونا هیوز در قسمت آزمایشی نسل ایکس به تصویر کشیده شد. متعاقباً، تاهینا مک‌مانوس در فیلم خاستگاه مردان ایکس: ولورین (۲۰۰۹)، و جنیوری جونز در فیلم مردان ایکس: کلاس اول (۲۰۱۱) به کارگردانی متیو وان، وظیفه بازی در این نقش را بر عهده داشتند.

## بیوگرافی شخصیت داستانی
اما گریس فراست در یک خانواده بازرگان بوستون متولد شد که در دهه ۱۶۰۰ از انگلستان آمدند و در جنگ انقلابی آمریکا شرکت کردند. اما دومین دختر از سه دختر، یک برادر بزرگتر به نام کریستین فراست نیز داشت که برای فرار از مشقت‌های زندگی و سوء استفاده پدرشان به سوء مصرف مواد روی آورده بود. سه خواهر فراست که خانواده یا خودشان ناشناخته بودند، جهش یافته بودند که توانایی‌های تله پاتیک آنها با رسیدن به بلوغ بالغ شد.
اما از نظر پدرش نامناسب بود، اما در حین تحصیل در مدرسه دخترانه دوران برفی، معدل‌های پایینی کسب کرد و یک طرد شده اجتماعی بود، در نتیجه قدرت‌های در حال ظهور، اما شروع به تجربه میگرن شدید کرد.
اولین تجلی آشکار قدرت‌های او زمانی بود که او به‌طور تصادفی کل مدرسه خود را طی یک فروپاشی ذهنی بیهوش کرد و چارلز خاویر را وادار کرد تا حضور او را تشخیص دهد. او در کنار دکتر مویرا مک تاگارت، پدر اما را به امید پیوستن به مدرسه اش ملاقات کرد. با این حال، نه پدر اما و نه خود اما علاقه‌ای نداشتند.
پس از ظهور قدرت‌هایش، اما از آنها برای برتری در تمام جنبه‌های زندگی خود استفاده کرد، به دلیل علاقه ای که اِما به معلم خود، ایان کندال داشت، اما تصمیم گرفت که آینده ای در زمینه تدریس داشته باشد که با مخالفت پدرش روبرو شد.
پس از دیدن اما و آقای کندال در حال بوسیدن در مقابل املاک فراست، پدر اما کندال را اخراج کرد و از اما باج خواهی کرد تا ایده تدریس خود را کنار بگذارد. پس از فاش شدن همجنس‌گرایی برادرش برای خانواده، پدرش شروع به دوری از کریستین کرد که در نتیجه او بیشتر به مواد مخدر مصرف کرد و اقدام به خودکشی کرد.
وقتی زمان آن رسید که پدرشان وارثی شایسته برای ثروت خانوادگی انتخاب کند، کریستین به دلیل مشکل مواد مخدر و همجنس‌گرا بودن خود به‌طور خودکار از کار برکنار شد.
در حالی که خواهر بزرگتر، آدرین فراست، بدیهی‌ترین گزینه به نظر می‌رسید، پدر آنها اما را انتخاب کرد. در همان زمان، کریستین به یک آسایشگاه روانی فرستاده شد و اما حاضر نشد وارث پدرش باشد و به جای آن تصمیم گرفت راه خود را در زندگی بپیماید.

## توانایی‌ها و قدرت‌ها
اما فراست جهش‌یافته‌ای با تجربه، همراه با قدرت دورآگاهی بسیار بالایی است. توانایی دورکاری ذهن به او اجازهٔ اجرای کارهای برجسته‌ای شامل: ارتباط ذهنی، خواندن و کنترل ذهن، همدلی، فلج کامل اندام، تسخیر، هیپنوتیزم، تحریک اندام برای ایجاد درد، اجرای وهم، القاء درد روحی از طریق لمس، فرافکنی اثیری، جراحی روحی، و با جمع‌آوری انرژی معنوی محیط قادر به خلق یک آذرخش ذهنی قدرتمند است که باعث ایجاد صدمه فیزیکی یا روحی به افراد و توانایی بی‌هوش نمودن آن‌ها و حتی مرگ می‌شود. اما فراست به عنوان یک جهش‌یافته سطح امگا در نظر گرفته می‌شود و گفته شده قدرت او در زمینهٔ دورآگاهی حتی قابل قیاس با چارلز اگزاویه است و یکی از پنج دورآگاه برتر بر روی زمین به‌شمار می‌رود. او همچنین از طریق قدرت دورآگاهی خود می‌تواند توانایی دورکاری ذهن جهش‌یافته‌ای دیگر را خنثی سازد. در یک دورهٔ زمانی به دنبال مرگ شخصیت جین گری و تخریب قدرت پروفسور ایکس (هر چند او بعدها قدرت‌های خود را بدست می‌آورد)، اِما به عنوان دورآگاه اصلی تیم مردان ایکس محسوب می‌شد.

### حالت الماس ارگانیک
اما فراست دومین توانایی جهش‌یافته خود را در طی تخریب کشور گنوشا دریافت کرد که باعث انتقال بافت‌های جاندار بدنش به ماده‌ای شبیه به الماس شد. بعدها در یک فلاش‌بک مشخص شد که شخصیت شرور بزرگ کاساندرا نوا احتمالاً سبب فروکافت دومین تبدیل جهش‌یافته‌ای فراست، به منظور بقا در محیط خشن و ناگوار گنوشا شده است (با این حال هنوز دلیل این جهش به‌طور دقیق مشخص نیست). این توانایی به فراست اجازهٔ تغییر حالت به شکل الماس غیر زنده و در عین حال دارای ادراک و تحرک می‌دهد که او را در برابر انواع صدمات، به شدت مقاوم، آسیب‌ناپذیری در مقابل سرما و گرما، عدم نیاز به آب، غذا، خواب و حتی تنفس، قدرت فوق‌العاده زیاد (میزان قدرت او به‌طور دقیق مشخص نشده است اما او قادر به جا به جایی وزن ۲ تن است) و به دلیل آنکه در این حالت بافت‌های بدن فراست تولید سموم خستگی نمی‌کنند، دارای استقامتی پایان‌ناپذیر است. فراست تا مدت زمان دلخواه می‌تواند در این حالت باقی بماند و سرعت تغییر وی به الماس و بازگشت به شکل اولیه تقریباً در کسری از ثانیه صورت می‌پذیرد.
اِما زمانی که به الماس تغییر شکل می‌دهد، به دلیل ممانعت جلای فلز آدامانتین دیگر قادر به دسترسی به قدرت دورکاری ذهن خود نمی‌باشد. در نتیجه حالت الماس، او دارای ایمنی کامل در مقابل دورکاری ذهن دیگر شخصیت‌ها است. این تغییر شکل همچنین به او قدرت ابرانسانی اعطا می‌کند و در زمان نبود کلوسوس، او نقش عضله تیم را ایفا می‌کند. حالت الماس فراست قادر به ایستادگی و مقاومت در برابر شلیک پرتوی لیزر سایکلاپس، انفجارهای اسقف، ضربات هالک، صدای مخرب بلک بولت و حتی انفجار حاصل از سر شخصیت دیریمینگ سِلِستیال (آسمانی)، زمانی که به دست مستر سینیستر افتاده بود است. اما در صورت برخورد مقدار زیاد و مناسب نیرو، از سلاحی قوی، گلوله‌ای از جنس الماس یا اصابت به نقاط ضعف او (به‌طور مثال نقطه‌ای در پیشانی‌اش) احتمال تخریب آن وجود دارد.
فراست همچنین غیرقابل پیش‌بینی، و از ضریب هوشی بالایی برخوردار است. او زمان زیادی را صرف آموزش جهش‌یافته‌های جوان سپری کرده است و بدین سبب دارای دانش گسترده‌ای در زمینهٔ قدرت جهش‌یافته‌ها و نحوه عملکرد توانایی آن‌ها است.